# VfL Wolfsburgo II
El VfL Wolfsburgo II (en alemán y oficialmente: Verein für Leibesübungen Wolfsburg Fußball GmbH II) fue un equipo de fútbol de Alemania que jugó en la Regionalliga Nord, la cuarta liga de fútbol más importante del país.

## Historia
Fue fundado en el año 1995 en la ciudad de Wolfsburgo como el equipo reserva del VfL Wolfsburgo, el cual militaba en la Bundesliga, por lo que no puede juar en la Bundesliga, aunque sí puede jugar en la Copa de Alemania y sus jugadores pueden formar parte del primer equipo. En 2021 la directiva del Wolfsburgo anunció que iba a dar de baja al Wolfsburgo II ya que lograron un acuerdo de filialidad con el SKN St. Pölten de la Bundesliga Austríaca.
Finalmente, en 2024, volvió a aparecer, en la regionaliga, la cuarta division alemana.